# Mesorhaga nigripes
Mesorhaga nigripes är en tvåvingeart som först beskrevs av Aldrich 1893.  Mesorhaga nigripes ingår i släktet Mesorhaga och familjen styltflugor.
Artens utbredningsområde är Kalifornien. Inga underarter finns listade i Catalogue of Life.